# Passaporto statunitense
Il Passaporto degli Stati Uniti (United States passports) è un documento di riconoscimento rilasciato a cittadini degli Stati Uniti d'America esclusivamente dal Dipartimento di Stato.